# Lotta Lotass
Lotta Lotass ( 28 de febrero de 1964 en Gagnef, Dalecarlia), escritora sueca. Obtuvo un PhD en Literatura comparada en la Universidad de Gotemburgo, y vive en la ciudad de Gotemburgo, Suecia. 
Lotass hizo su debut literario en 2000, y dos años después publicó su tesis doctoral sobre el escritor sueco Stig Dagerman. El 6 de marzo de 2009, fue anunciada oficialmente la designación de Lotass para suceder al fallecido Sten Rudholm en el sillón número 1 de la Academia Sueca. Lotass tomó su asiento en la XVIII asamblea de miembros el 20 de diciembre de 2009.